# Manfred Meurer (Schauspieler)
Manfred Erich Meurer (* 11. Dezember 1908 in Duisburg; † Februar 1979) war ein deutscher Schauspieler und Synchronsprecher.

## Leben
Manfred Meurer absolvierte von 1931 bis 1933 an der Dumont-Lindemann-Schule in Düsseldorf eine Schauspielausbildung. Seine erste Theaterrolle war 1932 die des „Kosinsky“ in Schillers Drama „Die Räuber“ an den Städtischen Bühnen in Düsseldorf. Weitere Engagements hatte er in Oberhausen, Eisenach, Beuthen, Memel, Posen, Kattowitz und Berlin. 1935 erhielt er in der Verfilmung von Ich war Jack Mortimer seine erste Rolle in einem Kinofilm. Nach dem Krieg lebte Meurer in Berlin und hatte ab 1950 einige Engagements beim RIAS.

## Filmografie (Auswahl)
- 1935: Ich war Jack Mortimer
- 1938: Sergeant Berry
- 1939: Robert und Bertram
- 1940: Ein Mann auf Abwegen
- 1955: Der 20. Juli
- 1956: Mein Bruder Josua
- 1956: Der Glockengießer von Tirol
- 1956: Was die Schwalbe sang
- 1956: Solange noch die Rosen blühn
- 1958: Scala – total verrückt
- 1960: Bumerang
- 1964: Zimmer 13
- 1965: Freispruch für Old Shatterhand (Fernsehfilm)
- 1966: Schwarzer Markt der Liebe
- 1970: Affäre in Berlin (Fernsehfilm)

## Synchronisation
- 1943 (1947): Abid Talipow als Jussup in Nasreddin in Buchara
- 1964: Joe Ritchi als Zeitungsverkäufer in Das Verrätertor